# Pammal Sambandha Mudaliar
Pammal Vijayarangam Sambandham Mudaliar (Pammal, 1º febbraio 1873 – 1964) è stato un regista teatrale, attore e drammaturgo indiano.
Considerato il «padre fondatore del moderno teatro Tamil», fu insignito della Padma Bhushan per meriti civili nel 1959.

## Teatrografia
Mudaliar scrisse ottantacinque opere per il teatro.
- Leelavathy - Sulochanai
- Saarangatharan
- Mahapathy
- Kaadhalar Kankal
- Narkula Deivam
- Manokaran
- Oorvasiyin Saabam
- Idaichuvar Irupuramum
- Enna Nerdhidinum
- Vijayarangam
- Kalvar Thalaivan
- Dhaasip Penn
- Mei Kaadhal
- Pon Vilangukal
- Simhala Naadhan
- Virumbiya Vidhamea
- Siruth Thondar
- Kaalava Rishi
- Rajaputhra Veeran
- Unnmaiyaana Sakotharan
- Sathi-Sulochana
- Pushpavalli
- Geetha Manjari
- Uthamapathini
- Amaladhithyan
- Sabaapathy, First Part
- Pongal Pandikai (allathu) Sabaapathy, Second Part
- Orr Othikai (allathu) Sabaapathy, Third Part
- Sabaapathy, Fourth Part
- Peiyalla Pennmaniye
- Buddha Avadharam
- Vichuvin Manaivi
- Veathaala Ulakam
- Manaiviyaal Meendavan
- Chandrahari
- Subathiraarjunaa
- Kodaiyaali Karnan
- Sahadevan Soolchi
- Noakathin Kurippu
- Irandu Aathmakal
- Surgeon General Vithitha Marunthu
- Maalavikaakni Mithram
- Vibareethamana Mudivu
- Sulthan Peatai Sub Assistant Magistrate
- Sakunthalai
- Kaalappan Kalathanam
- Vikramorvasi
- Murpagal Seyyin Pirpagal Vilaiyum
- Naadaka Medai Ninaivukal - Six Parts
- Naadaka Thamil
- Yayaathi
- Piramananum Suthiranum
- Vaanipura Vanikan
- Irandu Nanbarkal
- Sathrujith
- Harichanthiran
- Markandeyar
- Rathnavali
- Kandupidithal
- Koneri Arasakumaran
- Sandhaiyil Kootam
- Vaikunda Vaithiyar
- Dhitchithar Kadhaikal
- Haasya Kadhaikal
- Kuramakal
- NallaThangal
- Sirukadhaikal
- Nadipukalaiyil Therchi Peruvathepadi?
- Haasya Viyaasangal
- Thamil Peasum Padakaakshi
- Viduthi Pushpankal
- Peasumpada Anubavangal
- Valli Manam
- Kadhambam
- Maandavar Meendadhu
- Aasthanapuram Naadaka Sabai
- Sangeetha Paithiyam
- Onbathu Kutti Naadakankal
- Sabaapathy Jameendar
- Sivaalayankal - Indhiyavilum, Appalum - Irandu Bakangal
- Sivaalaya Silpangal
- Sathi Sakthi
- Manaiyaatchi
- Indhiyanum Hitlerum
- Kaalak Kurippukal